# Fors landskommun, Jämtland
Fors landskommun var en tidigare kommun i Jämtlands län. 

## Administrativ historik
Kommunen bildades i Fors socken i Jämtland när 1862 års kommunalförordningar trädde i kraft. Den påverkades inte av kommunreformen 1952.
Den 1 januari 1956 överfördes från Fors landskommun och församling till Västernorrlands län och Indals-Lidens landskommun och Lidens församling ett obebott område (Utanede 2:33 och 2:74) omfattande en areal av 0,03 km², varav allt land.
År 1971 infördes enhetlig kommuntyp och Fors landskommun ombildades därmed till den kortlivade Fors kommun som redan tre år senare uppgick i Ragunda kommun.
Kommunkoden 1952–73 var 2301.

### Kyrklig tillhörighet
I kyrkligt hänseende hörde Fors landskommun till Fors församling.

## Geografi
Fors landskommun omfattade den 1 januari 1952 en areal av 494,00 km², varav 479,20 km² land.

### Tätorter i kommunen 1960
| Tätort     | Folkmängd |
| ---------- | --------- |
| Bispgården | 652       |
| Bispfors   | 471       |

Tätortsgraden i kommunen var den 1 november 1960 37,5 procent.

## Politik

### Mandatfördelning i valen 1938-1970
| 15 | 10 |

| 25 |

| 15 | 10 |

| 23 |

| 3 | 14 | 8 |

| 23 |

|  | 15 | 3 | 4 | 2 |

| 22 |

|  | 15 | 2 | 3 | 4 |

| 24 |

|  | 14 | 4 | 2 | 4 |

| 24 |

|  | 15 | 4 | 3 | 2 |

| 23 |

| 14 | 4 | 5 | 2 |

| 24 |

| 15 | 5 | 4 |  |

| 23 |